# 幸福魔方
《幸福魔方》是东方卫视的一则都市情感类节目，一度成为该台收视率最高的节目，节目主持人是陈蓉。逢每周一至周三21:20在东方卫视播出，节目长度45分钟。

## 真实性的质疑
《幸福魔方》节目没有任何节目是由替身演员演出的提示，面对质疑，2010年5月的研讨会上，卫视总监田明表示：“我们的《幸福魔方》，大家看到的不是真人真事，我们一定有奖惩，任何一位观众、任何一位媒体朋友，包括我们的监管部门、专家、学者，只要你们发现东方卫视播出的《幸福魔方》里面，有任何一个故事主角不是真人，有任何一件事不是真事，我们都会奖励你，我们都会坚决的做出整改。”，制片人陈晔表示节目中的大部分个案来自于华东师范大学心理咨询工作室，并表示：“从现在起，我们节目绝对保证真实，如有作假，欢迎举报，重金悬赏。”主持人陈蓉则表示：“我们所说的真实是真人真事，可能面对镜头就有表演的成分，真实是我们的生命力，但并不是绝对的真实。”出版人路金波则认为，一味强调真实会把栏目逼到绝路。

## 節目簡介
概述
魔方，一种神奇的玩具，能将人的思维带入一种立体的空间，进而形成一种立体的思维，这时候，你不仅仅能够将魔方复原，你还会拥有了一种用立体思维来解决问题的智慧，我们可称之为“魔方智慧”。东方卫视首度将这种“魔方智慧”导入电视节目，首创“魔方式”的幸福类节目《幸福魔方》，独特的空间设计、明晰的板块构造和真诚的话题讨论，以及最终的幸福结局，令人耳目一新，一睹为快。《幸福魔方》，顾名思义，就是用“魔方智慧”来寻找到全新的幸福之门。
2010年1月4日晚上23:00开始，东方卫视正式播出《幸福魔方》，此后每周一至周五，《幸福魔方》与你一起寻找幸福之门。一座“透明玻璃屋”，一方“网友九宫格”，一个“心理疏导师”，一位“知性主持人”和一扇“幸福回归门”，将《幸福魔方》装扮的如此悬念十足、如此的火花四射和如此的真诚感人，更是如此的令人潸然泪下。
透明玻璃屋
“当局者迷”需要清晰和安全的港湾
舞台中央，灯光分明，一座玻璃屋赫然在目，中有两人，一位是主持人，另一位是“当局者”，这可能是一位因为被误会、被误解甚至被误途的“当局者”，因深陷其中，方寸或乱，终成“当局者迷”。这时候，“当局者”需要一个安全的港湾，需要得到保护，又不能被隔绝视界，还需要一个陪伴者在一旁抚慰不安的心灵，帮其沟通外界各关联的元素：坐在四方的亲人、同学、同事，甚至是专家，还有连线的网友，以其找回全新的幸福之门。在这安全的港湾，迷茫的当局者，自己或者透过主持人，安定地和大家沟通，从“一点”伤心的往事开始，将来龙去脉贯穿成“一条线”，从一个“横断面”寻找突破，最后构成一个智慧“立体”的思维，得以释怀，幸福之门由此打开……
网友九宫格
“旁观者清”是迷茫人的贴心启发者
所谓“九九归一”，九宫格所呈现的内涵是“严谨峭劲，法度完备”。所谓1至9九个数字，横竖都有3个格，思考怎么使每行、每列两个对角线上的三数之和都等于15。这个游戏不仅仅考验人的数字推理能力，也同时考验了人的思维逻辑能力。9位精心挑选的网友，代表了一种数理之间所呈现的理性判断，往往能够在“当局者”方寸全无、茫然无措的时候，给他们提供最直接、最简单但最有效的一种辅助性判断，助其在决断上摆脱困局，做出某种最恰当的决定，是一个最贴心的启发者。
心理疏导师
关键时刻任何人都需要的智慧指路人
这个世界是有智者的，智者的意义在于他能够在关键时刻，给迷途人要言不烦地指路。有时候，人的困局不是千山万壑，更不是悬崖峭壁，也绝不是万丈深渊，是什么？是你的心境。所谓心有多大舞台就有多大，心境开阔，思路清晰，出路多多。心理疏导师，就是心境的开启者，甚至是当局者此刻的心境构建者。《幸福魔方》有一位这样的心理疏导师、智慧指路人。她能精辟地统整各派心理学理论，并以深入浅出的方式，传授实用的生活技巧。她就是享有“轻松说道理，明确讲作法”之独特个人风格称誉的张怡筠。她是“让大众能迅速将所学融会贯通”，因而成为企业界及传媒肯定的心理学者
知性主持人
敏锐、沉稳、淡定和大气地引领全场
谁在贯穿一线，谁在将各种元素稳步推进，一步一步走向出路？毫无悬念，这是主持人。有专家这样点评一位沪上著名主持人，“在数年的主持中，她逐渐形成了大气，稳健，知性并具亲和的主持风格，在各种主持场合能够把握节目进程，掌控节目节奏，带动现场气氛，并与嘉宾观众达到良好沟通，实现最佳演播状态。”也毫无悬念，这是陈蓉。玻璃屋内，陈蓉敏锐地捕捉当局者的一点一滴，沉稳地调动各方元素，淡定地将一切娓娓道来，最后，为当局者构造了一种大气解决问题的氛围……
幸福回归门
魔方复原幸福之门呈现只要你跨过去
每一个人自出生以来，即使没有人生意识，但注定从此走上为幸福成长的路途，这是第一道幸福之门，必然地矗立在你的前方。父母的抚育，亲人的祝福，同学的鼓励，老师的鞭策，还有朋友的扶持，这一切，都是以幸福为目的的出发点。但是，任何人都会或多或少背离幸福，走入它的反面，进入它的黑暗面。幸福会回来吗？人会第二次找到幸福之门吗？以“魔方智慧”的名义，幸福会回来，幸福之门定会第二次矗立在你的面前。误会消除，误解消弭，误途上的你也重握指南针，幸福之门已经重新打开，这一切，只需要你跨过去……
这时候，感人肺腑的背景乐响起，掌声也响起，所有人都站立起来，为当局者祝福。你或许饱含热泪，你或许长吁释怀，你或许会心一笑，你或许不赞同主角的某一方面而愤然离场，但你无法回避，你充满了久违的幸福感，主人公幸福，你就幸福，你只要拿起遥控器，锁定每晚周一至周五晚上23:00的东方卫视，《幸福魔方》的主人公就会和你相遇，共此一小时。

## 節目主題
2010年1月
- 1.4 我的时髦妈妈
- 1.5 十年
- 1.6 小房大事
- 1.7 请祝福我们
- 1.8 该不该要的工资
- 1.11 错爱
- 1.12 逃跑的孝子
- 1.13 爱一个人好难
- 1.14 猜心
- 1.15 窒息的爱
- 1.18 妈妈别逼我
- 1.19 失踪的新娘
- 1.20 游戏婚姻
- 1.22 于心有愧
- 1.25 不要对我的精神绑架
- 1.28 隐婚
- 1.29 无法释怀的爱
- 1.30 捆绑的爱
- 1.31 老夫少妻

2010年2月
- 2.1 我依然相信爱情
- 2.2 没有钱还爱我吗
- 2.3 我的上司老公
- 2.4 虚荣与爱情
- 2.5 她比我大十六岁
- 2.6 漂洋过海来找你
- 2.7 隐形恋人
- 2.8 透支爱情
- 2.9 老公的钱在养谁
- 2.10 妈妈不让我嫁人
- 2.11 爸爸的女儿
- 2.12——2.28 春节期间暂停播出

2010年3月
- 3.1 合资婚姻
- 3.2 到底有几个妹妹
- 3.3 孽债，深埋的爱
- 3.4 家暴
- 3.9 前夫，请在爱我一次
- 3.10 毒爱
- 3.11 新郎换人了
- 3.15 只因女友O型血 母亲强烈反对儿子婚事
- 3.16 男子爱上离婚女人 遭母亲强烈反对
- 3.17 租爱
- 3.18 婆媳三国
- 3.22 儿子不回家
- 3.23 女婿的战争
- 3.24 你到底爱谁
- 3.25 进退两难的异地恋
- 3.29 触不到的恋人
- 3.31 我的清华老婆

2010年4月
- 4.5 我变脸你变心
- 4.6 买卖婚姻
- 4.7 如果爱
- 4.8 哥哥，放了我
- 4.9 赶不走的前妻
- 4.12 妈妈你在哪里
- 4.13 悔婚
- 4.14 妈妈破坏了我的幸福
- 4.15 遗失的母爱
- 4.16 我的陌生爸爸
- 4.22 花样男孩
- 4 23 姐妹
- 4 26 透支爱情(重放)
- 4.27 有一种爱叫做成全（透支爱情续）
- 4.28 为爱放手
- 4.29 创业迷途

2010年5月
- 5.3 借我三十万
- 5.4 我只在乎你
- 5.5 丽华的婚事
- 5.6 前妻今妻
- 5.7 特殊的“情”敌
- 5.10 完美女友
- 5.11 是非后援团
- 5.12 弄堂里的“战争”
- 5.13 谁扼杀了我的孩子
- 5.17 金钱与爱情
- 5.18 手机风云
- 5.19 整形风波
- 5.20 彩票疑云
- 5.21 孤独的“大腕”
- 5.24 嫂子
- 5.25 我的未来不是梦
- 5.26 我想做男孩
- 5.27 都是身高惹的祸
- 5.28 准丈母娘的考验
- 5.31 网游男友

2010年6月
- 6.1 周末夫妻
- 6.2 我要幸福
- 6.3 初恋情人的信物
- 6.4 我不叫犀利哥
- 6.9 认亲
- 6.10 苦恋
- 6.14 拿什么拯救你我的儿子
- 6.15 别动我的车
- 6.16 我需要一份工作吗
- 6.21 婆家人的如意算盘
- 6.22 幸福魔方男人的尊严
- 6.23 我的男友一米六
- 6.28 赌桌上的陷阱
- 6.29 “丁克”之痛
- 6.30 真情三十年

2010年7月
- 7.05 男朋友的存款
- 7.06 当爱情遭遇独身主义
- 7.07 爱的枷锁
- 7.12 我的奶奶该去哪
- 7.13 蜗婚
- 7.14 我的爱情在迪拜
- 7.19 我们还结婚吗
- 7.20 你到底是谁的妻子
- 7.21 星梦
- 7.26 蒙古姑娘的爱
- 7.27 相亲记

2010年8月
- 8.02 鼓舞奇迹
- 8.03 我的明星男友
- 8.04 早恋风波
- 8.09 不守空房的男人
- 8.10 窒息的爱
- 8.11 爱的契约
- 8.16 我的“双面胶”生活
- 8.17 相遇太晚
- 8.18 嫁女儿的十个条件
- 8.23 母与子
- 8.24 不回家的妈妈
- 8.25你还是我的兄弟吗
- 8.30母女见面是冤家
- 8.31负荆男寻妻记

2010年9月
- 9.1你的爱让我痛苦
- 9.6丈夫的工资卡
- 9.7迷爱
- 9.8糊涂的婚姻
- 9.13离婚后依然爱你
- 9.14出狱后的婚礼
- 9.15性感不是我的错
- 9.20家暴
- 9.21恐婚
- 9.27病床前的求婚
- 9.28谁来做我的入赘女婿
- 9.29我的四百个情敌

2010年10月
10.11三夹板男人
10.12我快活不下去了
10.13生母养母
10.18变心的未婚夫
10.19求你活下去
10.20双城之恋
10.25剩女的心结
10.26我是不是亲生的
10.27我向父亲要个说法
2010年11月
- 11.15爱我别走
- 11.16恼人的亲情
- 11.17别来骚扰我
- 11.22女友的秘密房产
- 11.23怀孕风波
- 11.24合租恋人
- 11.29男朋友的孩子
- 11.30婆婆比我大六岁

2010年12月
- 12.06结婚保证书
- 11.30婆婆比我大六岁
- 12.07隐婚
- 12.07谁动了我的婚礼
- 12.08未婚妻的秘密
- 12.08窒息的爱
- 12.09隐婚的背后
- 12.10女婿的战争
- 12.13背叛
- 12.14婆婆赶我出家门
- 12.20失踪的妈妈
- 12.21女婿的工资卡
- 12.22后母难为继子难当
- 12.24十年兄弟因钱反目成仇
- 12.27男友的秘密
- 12.28富二代的完美爱情
- 12.29妈妈的男友

2011年1月
- 01.05突如其来的债
- 01.10婆婆别逼我
- 01.11 30万的情债
- 01.13爱的回归
- 01.17一个婚礼三个妈
- 01.18未婚夫的虚拟婚姻
- 01.19有多少爱可以从来
- 01.20妻子的怀疑
- 01.24房产证改名风波
- 01.25合伙人的秘密
- 01.26失踪的妻子
- 01.31小姑来了

2011年2月
- 02.15让我做你的新郎
- 02.16刻骨铭心的爱
- 02.21为什么新娘不是我
- 02.22归来的女友
- 02.23宝贝回家
- 02.28变了心的男朋友

2011年3月
- 03.01当爱已成往事
- 03.02一封来自法国的来信
- 03.03变脸的爱人
- 03.08被搁浅的婚礼
- 03.09“不孝”的儿媳妇
- 03.14我的多疑女友
- 03.15逃跑的新娘
- 03.16背叛后的复婚请求